# Угарова, Кристина Викторовна
Кристина Викторовна Угарова (в девичестве Халеева; род. 22 октября 1987 года в Курске) — российская легкоатлетка, мастер спорта России международного класса.

## Биография
С 1994 по 2004 училась в гимназии № 4 города Курска. Получила диплом с отличием факультета физической культуры и спорта Курского Государственного Университета по специальности «педагог по физической культуре». Закончила с отличием магистратуру в которой училась очно с 2015 по 2017 год в Юго-Западном государственном университете по специальности «Юриспруденция», а так же в 2021 году закончила Российский Международный Олимпийский университет по программе «Спонсорство в спорте».
Занималась легкой атлетикой с 7 лет, с 16 лет — в составе сборной России. Пятикратная чемпионка России среди молодёжи. В 2004 году завоевала бронзу на дистанции 1500 м в матче четырёх стран среди юниорок в Польше. В 2009 году — серебро (1500 м) на чемпионате Европы среди молодёжи в Каунасе (Литва). В 2012 году установила личные рекорды на 1500 м — 4.00,53; 800 м — 2.00,38; 3000 м в помещении — 8.57,37. 2013 год — бронза в матче пяти стран на (1500 м) в Великобритании; бронза в Кубке европейских чемпионов среди клубов (1500 м) в Португалии. В 2015 году завоевала бронзу на Всемирной летней Универсиаде на дистанции 1500 м в Корее (Кванджу).
Выступала за спортивные клубы «Динамо», «Луч» и «Газпром».
С 2021 года — тренер высшей категории по лёгкой атлетике.

### Общественно-политическая деятельность
До 2022 года возглавляла на безвозмездной основе и была директором Фонда защиты прав спортсменов.
С 2022 года — Депутатом Молодежного парламента при Совете депутатов г. о. Балашиха.
В 2023 году стала руководителем Балашихинской федерации лёгкой атлетики.

## Личная жизнь
Вышла замуж в 2009 году, развелась в 2012 году. От этого брака есть дочь Полина (род. 2010).
В 2014 году вышла замуж во второй раз — за бегуна Виктора Угарова. Дочь Катерина (род. 2018)